# Peugeot Typ 101
Der Peugeot Typ 101 ist ein frühes Automodell des französischen Automobilherstellers Peugeot, von dem 1909 im Werk Lille 75 Exemplare produziert wurden.
Die Fahrzeuge besaßen einen Vierzylinder-Viertaktmotor, der vorne angeordnet war und über Kette die Hinterräder antrieb. Der Motor leistete aus 3054 cm³ Hubraum 16 PS.
Bei einem Radstand von 282,5 cm betrug die Spurbreite 135 cm. Die Karosserieform Doppelphaeton bot Platz für vier Personen, der Spezial-Sport für zwei Personen.